# Ogris
Ogris je priimek več znanih Slovencev:
- Albin Ogris (1885—1959), pravnik, ekonomist in pedagog
- Elizabeta Sitter (r. Ogris) (1930-2013), mati prevajalke in publicistke Helge Mračnikar
- Hanzi Ogris (1928—2016), podjetnik in narodni delavec
- Horst Ogris (*1946), novinar in kulturni delavec
- Janko Ogris (1898—1981), politik in zadružni delavec
- Tomaž Ogris (*1946), politik in narodni delavec